# Antropolog
Antropológ ali človekoslôvec je znanstvenik, ki se ukvarja z antropologijo.